# Землетрус у Японії (2011)

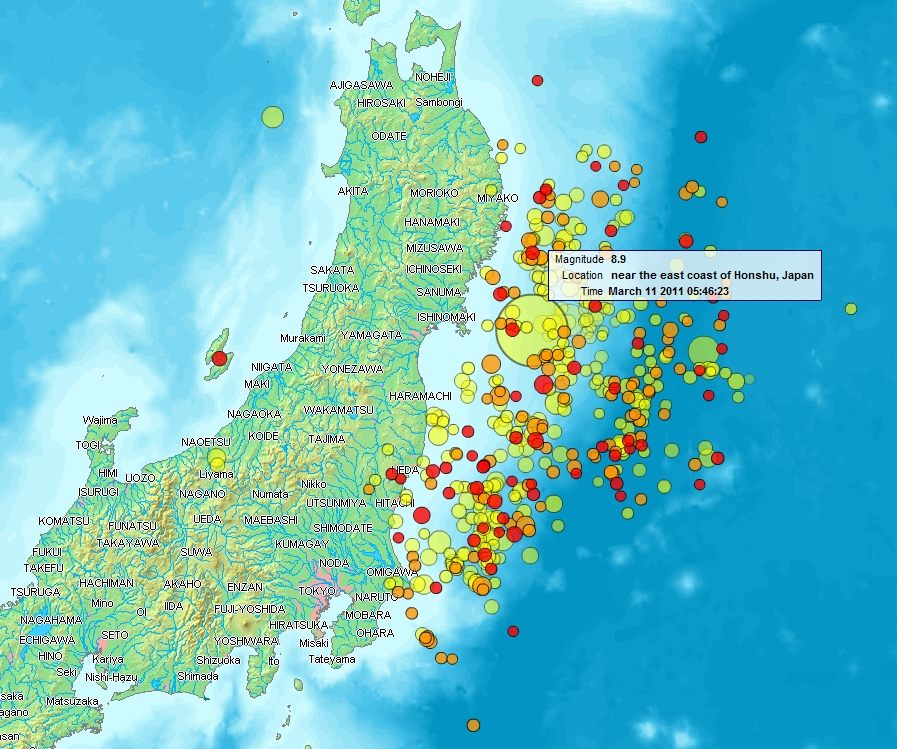
Мапа сейсмічної активності північно-східного узбережжя Японії за 11-13 березня 2011 року

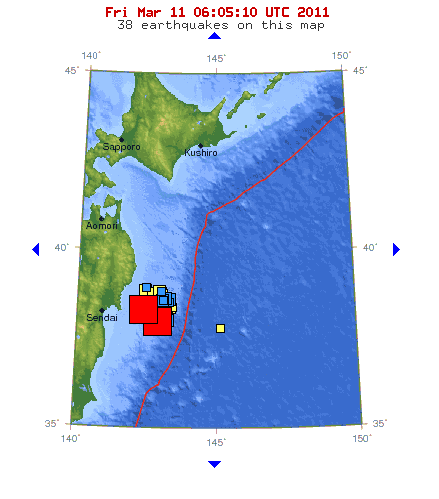
Епіцентр землетрусу

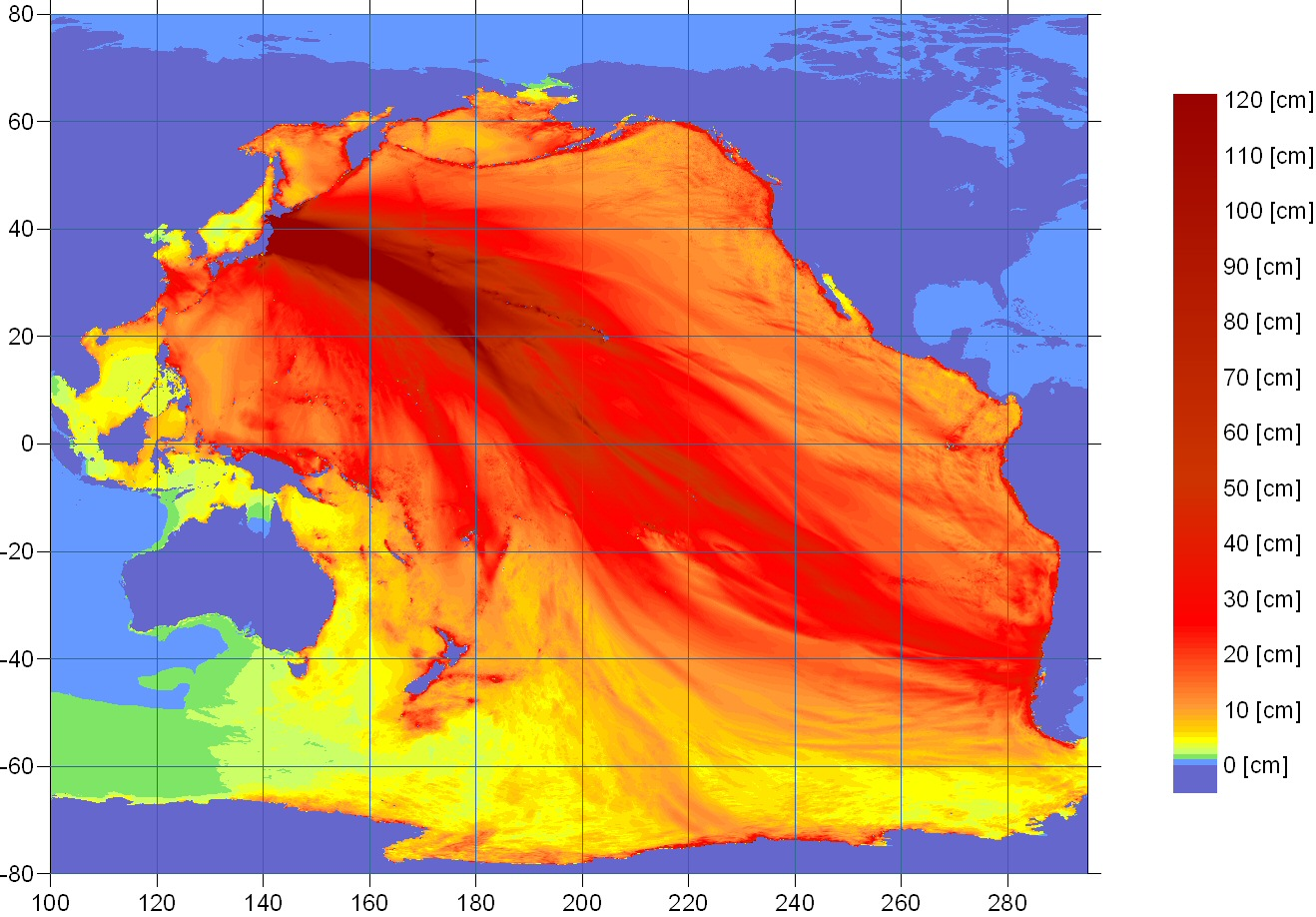
Прогноз розподілу енергії Сендайського цунамі 2011 року, U.S. NOAA

Землетрус біля східного узбережжя острова Хонсю в Японії (яп. 東北地方太平洋沖地震, とうほくちほうたいへいようおきじしん) — дуже сильний землетрус в Японії силою у 9,0–9,1 балів за шкалою Ріхтера. Відбувся в п'ятницю 11 березня 2011 року, о 14:46:23 за японським часом у регіоні Тохоку, у Північно-Східній Японії. Епіцентром землетрусу була точка в морі поблизу Санріку на глибині 24,4 км, складовій Тихого океану на відстані 130 км від півострова Ошикава, регіон Тохоку. На території Японського архіпелагу зафіксовано поштовхи силою 8,4 балів. Початково називався Землетрус Санріку (яп. 三陸沖地震, さんりくおきじしん).

## Причини землетрусу
Сейсмічно активний Японський жолоб, де Тихоокеанська океанічна плита субдукує під край Охотської материкової з кінця неогену є постійним джерелом землетрусів.

## Жертви і постраждалі
- Згідно з даними поліції Японії, щонайменше 2 000 осіб потонули тільки в префектурі Міяґі, і близько 10 000 пропали безвісти в результаті землетрусу і наступного за ним цунамі.[4] Тільки в Сендаї загинуло щонайменше 200–300 осіб.[5] Корабель з 80 портовими вантажниками змито зі стоянки корабельні, коли цунамі вдарило по північно-східному узбережжю Японії.[5] Пасажирський поїзд зійшов із рейок у префектурі Міяґі.[5]
- На 17.03.2011 за даними Національного поліцейського агентства Японії, офіційно підтверджена загибель 5178 людей. Зниклими безвісти вважаються 8606 людей. Близько 100 300 будинків у країні зруйновані стихією повністю або частково.[6]

## Наслідки

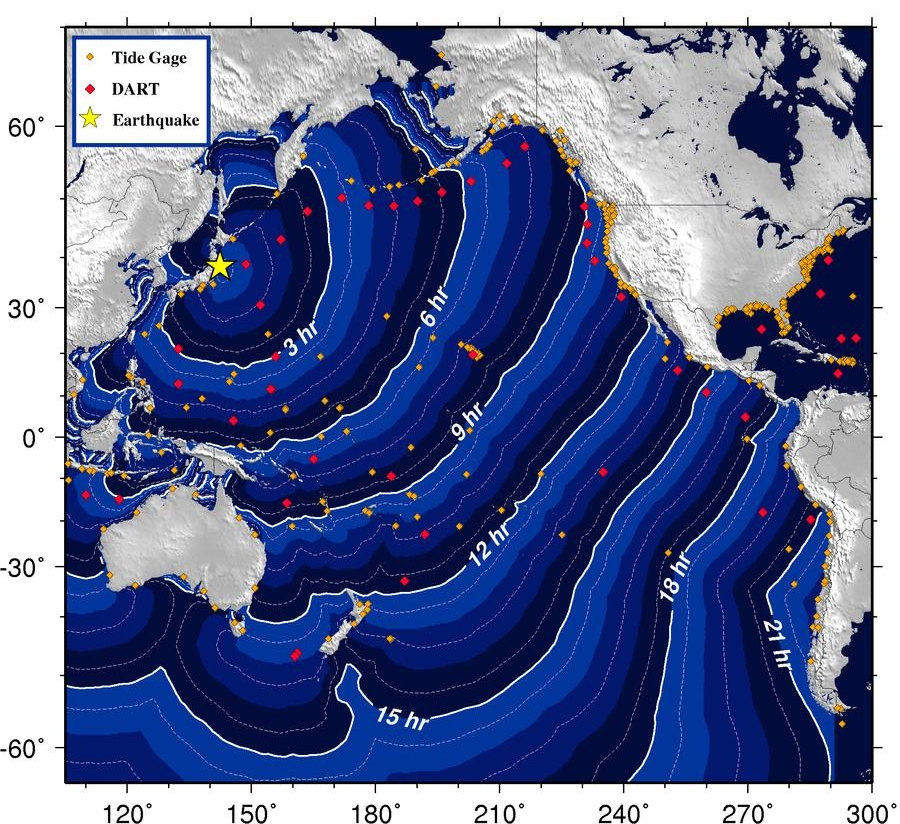
Розповсюдження хвиль цунамі після землетрусу. NOAA

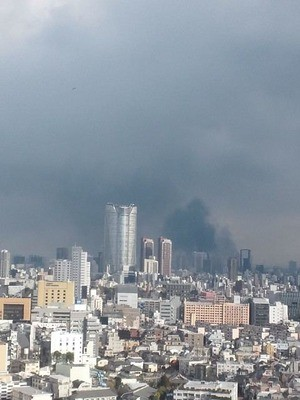
Пожежі в Токіо, що виникли внаслідок землетрусу

- Тихоокеанське узбережжя Японії, від Охотського моря до островів Рюкю було розбито цунамі, висотою 10–12 метри. Сильних руйнувань зазнали населені пункти Північно-Східної Японії у префектурі Міяґі, Івате, Фукусіма.
- Постраждав також центр регіону — місто Сендай. Затонув міжнародний аеропорт Сендай.
- Через землетрус курс японської єни щодо долара США і євро впав на 1%.[7]
- Прем'єр-міністр Кан Наото провів надзвичайне засідання усіх членів Кабінету Міністрів Японії для подолання наслідків землетрусу.[8] В країні введено надзвичайний стан.
- Було зігнуто шпиль Токійської вежі.
- 11 березня на Першій фукусімській атомній електростанції сталася аварія.[9][10]
- Землетрус призвів до зсуву осі Землі на 15 см. Крім того, згідно з попередніми розрахунками, тривалість земної доби скоротилася на 1,6 мікросекунди.[11]

## Міжнародна реакція
- ООН повідомила, що 30 міжнародних пошуково-рятувальних команд перебувають напоготові з тим, щоби допомогти Японії в біді.[12]

- Велика Британія. Зовнішньополітичне відомство Великої Британії висловило співчуття японському народу, повідомивши про те, що уряд країни буде вирішувати, як допомогти потерпілій державі.[13] Королева Великої Британії висловила співчуття жертвам землетрусу.[4]

- Росія. Президент Росії Дмитро Медведєв направив Японії співчуття і пропозицію про допомогу.[14]

- США. Президент США Барак Обама також висловив співчуття родинам осіб, які загинули під час землетрусу в Японії, сказавши, що США так чи інакше допоможуть Японії.[15]

- Південна Корея. Президент Південної Кореї заявив, що його країна також готова надати Японії повний спектр допомоги з ліквідації наслідків землетрусу.[16]

- Греція. Уряд Греції оголосив про готовність надіслати рятувальні команди в Японію.[17]

- Україна. Міністерство закордонних справ України запропонувало зовнішньо-політичному відомству Японії допомогу українських фахівців з питань атомної енергетики та рятувальників.[18]